# Серое олово
Серое олово (или α-олово) — аллотропная модификация олова, кристаллизующаяся в кубической структуре типа алмаза и имеющая меньшую плотность, чем металлическое («белое») олово.
При температуре ниже 13,2 °C белое олово переходит в серое, происходит увеличение удельного объема на 25,6 %, и металл рассыпается в серый порошок. Это превращение называется «оловянной чумой». Поражённое «чумой» олово нужно переплавить, тогда оно вновь превратится в белое олово. 
Серое олово является узкозонным полупроводником. Ниже 3,72 К α-Sn переходит в сверхпроводящее состояние.